# Паланджян, Сурен Ашотович
Суре́н Ашо́тович Паланджя́н (арм. Սուրեն Աշոտի Փալանջյան; род. 11 ноября 1937, Ереван) — российский геолог. Доктор геолого-минералогических наук. Главный научный сотрудник Геологического института РАН.

## Биография
Сурен Ашотович Паланджян родился 11 ноября 1937 года в Ереване, в семье известного армянского писателя и журналиста Ашота Мартиросовича Паланджяна.
- В 1959 году окончил геологический факультет Ереванского государственного университета; квалификация — инженер-геолог-разведчик.
- В 1959—1976 годах работал в Институте геологических наук АН Армянской ССР.
- В 1968 году защитил диссертацию на соискание ученой степени кандидата геолого-минералогических наук на геологическом факультете МГУ на тему «Интрузивные комплексы гипербазитов и габброидов юго-восточной части Севанского хребта (Армянская ССР)».
- В 1970—1976 годах работал в разведывательных партиях Геологоразведочного треста Армении, в исследовательском центре Ереванского политехнического института, в Кавказском филиале Института экономики минерального сырья при Министерстве геологии СССР.
- В 1976—1995 годах проводил исследования на севере Дальнего Востока в Северо-Восточном комплексном НИИ Дальневосточного отделения Российской академии наук в Магадане (старший, ведущий научный сотрудник, заведующий лабораторией).
- В 1991 году защитил диссертацию на соискание ученой степени доктора геолого-минералогических наук в Институте литосферы РАН на тему «Петрохимические типы перидотитовых комплексов офиолитов в различных геодинамических обстановках».
- В 1996—2002 годах преподавал геологические и физико-географические дисциплины в Псковском государственном педагогическом университете (доцент и профессор кафедры географии)[2].
- С 2003 года работает главным научным сотрудником в Геологическом институте РАН[1].

## Направления научной деятельности
Научные исследования Сурена Ашотовича Паланджяна посвящены изучению океанической земной коры геологического прошлого, закономерностям образования полезных ископаемых (хром, металлы группы платины, золото). Экспедиционные работы проводились в основном на Малом Кавказе, Северо-Востоке России (Чукотка, Корякское нагорье, Тайгонос), на западной окраине Тихого океана (морские геологические исследования глубоководных желобов Идзу-Бонинского, Волкано, Западно-Меланезийского, Муссау), и в южной Африке (Ботсвана). Опубликованы более 140 научных работ (главным образом в советских и российских изданиях, а также в США, Нидерландах, Японии, Великобритании и других странах), в том числе две монографии и две коллективные монографии.

### Научные труды
- Паланджян С. А. Петрология гипербазитов и габброидов Севанского хребта. — Ереван: изд-во АН Армянской ССР, 1971. — 201 с.
- Паланджян С. А. Типизация мантийных перидотитов по геодинамическим обстановкам формирования. — Магадан: СВКНИИ ДВО РАН, 1992. — 104 с.
- Паланджян С. А. К геологии ультраосновных и основных интрузивных пород северо-восточного побережья оз. Севан // Известия АН Армянской ССР. Науки о Земле. — 1965. — № 18. — С. 21—30.
- Паланджян С. А. Некоторые данные о петрохимических особенностях ультраосновных пород Армянской ССР // Известия АН Армянской ССР. Науки о Земле. — 1966. — № 19. — С. 79—89.
- Паланджян С. А. О формационной принадлежности ультраосновных пород Амасия-Севано-Акеринского пояса Малого Кавказа // Известия АН Армянской ССР. Науки о Земле. — 1969. — № 22. — С. 44—53.
- Паланджян С. А. О формационной принадлежности ультраосновных пород Амасия-Севано-Акеринского пояса Малого Кавказа // Доклады АН Армянской ССР. — 1970. — № 51. — С. 101—109.
- Паланджян С. А. Об этапах формирования альпинотипных гипербазитов // Известия АН Армянской ССР. Науки о Земле. — 1971. — № 24. — С. 20—27.
- Паланджян С. А. О петрохимических критериях формационного расчленения ультраосновных пород Армянской ССР // Известия АН Армянской ССР. Науки о Земле. — 1971. — № 24. — С. 83—88.
- Паланджян С. А. Обнаружение эруптивной брекчии ультраосновного состава в полосе развития гипербазитов Севанского хребта // Известия АН Армянской ССР. Науки о Земле. — 1973. — № 26. — С. 82—84.
- Паланджян С. А., Разин Л. В. Распределение золота в альпинотипных массивах ультраосновных и основных пород Севанского хребта // Известия АН Армянской ССР. Науки о Земле. — 1974. — № 27. — С. 25—37.
- Паланджян С. А. К вопросу об алмазоносности пород в поясах альпинотипных гипербазитов Армении // Известия АН Армянской ССР. Науки о Земле. — 1974. — № 27. — С. 48—53.
- Паланджян С. А. О геологической позиции офиолитов Базумского горста // Известия АН Армянской ССР. Науки о Земле. — 1975. — № 28. — С. 14—27.
- Паланджян С. А., Сатиан М. А., Степанян Ж. О. К петрохимической характеристике вулканитов офиолитовых серий Малого Кавказа // Известия АН Армянской ССР. Науки о Земле. — 1977. — № 30. — С. 15—21.
- Паланджян С. А. Хромитоносность альпинотипных гипербазитов Передней Азии с позиций тектоники плит // Доорогенная металлогения эвгеосинклиналей. Рудные формации. — Свердловск, 1976. — С. 10—12.
- Паланджян С. А., Дмитренко Г. Г., Мочалов А. Г. Платиноидная минерализация альпинотипных ультрамафитов и геодинамические обстановки формирования офиолитов // Геология и генезис м-ний платиновых металлов. — Наука, 1994. — С. 155—167.
- Паланджян С. А. Металлы платиновой группы в гидротермальных рудных месторождениях Армении // Научные труды Горно-металлургического ин-та. — 2002. — С. 64—71.
- Паланджян С. А. Классификации офиолитов и вопросы геодинамики литосферы // Офиолиты: геология, петрология, металлогения и геодинамика. Материалы междунар. научной конференции. — Екатеринбург, 2006. — С. 38—41.
- Паланджян С. А. Особенности строения и состава океанической литосферы, генерированной при различных скоростях спрединга // Геотектоника. — 2007. — № 6. — С. 78—94.
- Паланджян С. А. Лерцолитовые массивы офиолитов Анадырско-Корякского региона: геологическое строение и состав пород как показатели обстановок формирования // Литосфера. — 2010. — № 5. — С. 3—19.
- Паланджян С. А., Лэйер П. У., Паттон У. У., Ханчук А. И. Геодинамическая интерпретация {\displaystyle ^{40}Ar/^{39}Ar} датировок офиолитовых и островодужных мафитов и метамафитов Анадырско-Корякского региона // Геотектоника. — 2011. — № 6. — С. 72—87.